# Hiduch
Hīdūch (farsi هیدوچ) è una città dello shahrestān di Saravan, circoscrizione di Hiduch, nella provincia del Sistan e Baluchistan in Iran. Aveva, nel 2006, una popolazione di 1.065 abitanti. 
Il 16 aprile 2013 un terremoto di magnitudo 7,8 (scala Richter) reca molti danni e vittime alla città.